# Potsdam Park Sanssouci
Potsdam Park Sanssouci (niem.: Bahnhof Potsdam Park Sanssouci) – stacja kolejowa w Poczdamie, w kraju związkowym Brandenburgia, w Niemczech. Jest stacją węzłową na linii Berlin – Magdeburg i Jüterbog – Nauen. Cały kompleks stacyjny składa się z dworca pasażerskiego i bardziej znanego dawnego dworca cesarskiego (niem. Kaiserbahnhof).
Według klasyfikacji Deutsche Bahn stacja posiada kategorię 4.

## Połączenia
| Linia | Trasa | Takt                                      |
| ----- | --- | ----------------------------------------- |
| RE 1  | Brandenburg – Werder (Havel) – Potsdam Park Sanssouci – Potsdam Hbf – Berlin-Wannsee – Berlin – Fürstenwalde (Spree) – Frankfurt (Oder) | godzinny                                  |
| RB 20 | Potsdam – Potsdam Park Sanssouci – Golm – Hennigsdorf (Berlin) – Birkenwerder (b Berlin) – Oranienburg Kursuje od pon. do piąt. | dwugodzinny                               |
| RB 21 | (Berlin Friedrichstraße – Berlin Zoologischer Garten/ Griebnitzsee) – Potsdam – Potsdam Park Sanssouci – Golm – Wustermark Linia kursuje Sob. – Nie. na trasie Potsdam – Wustermark z Berlin Friedrichstr. tylko w godzinach szczuty, w innych przypadkach z Griebnitzsee                                 | godzinny (Pon–Piąt) dwugodzinny (Sob–Nie) |
| RB 22 | (Berlin Friedrichstraße – Berlin Zoologischer Garten – / Griebnitzsee) – Potsdam – Potsdam Park Sanssouci – Golm – Saarmund – Flughafen BER – Terminal 1-2 Sob–Nie na trasie Potsdam – Flughafen BER – Terminal 1-2 z Berlin Friedrichstr. tylko w godzinach szczytu, w innych przypadkach z Griebnitzsee | godzinny                                  |

## Linie kolejowe
- Berlin – Magdeburg
- Jüterbog – Nauen